# Edward Joseph Byrne

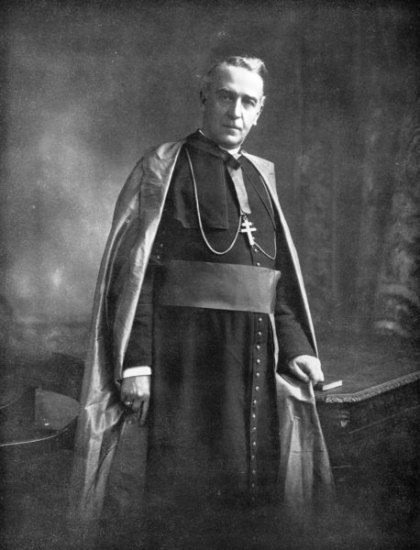
Erzbischof Edward Joseph Byrne (1932)

Edward Joseph Byrne (* 10. Mai 1872 in Dublin; † 9. Februar 1940 ebenda) war ein irischer Geistlicher und römisch-katholischer Erzbischof von Dublin.

## Leben
Edward Joseph Byrne empfing am 8. Juni 1895 das Sakrament der Priesterweihe für das Erzbistum Dublin.
Am 19. August 1920 wurde er zum Titularbischof von Pegae und zum Weihbischof in Dublin ernannt. Die Bischofsweihe spendete ihm am 28. Oktober desselben Jahres der Erzbischof von Dublin, William Joseph Walsh; Mitkonsekratoren waren der emeritierte Apostolische Vikar von Transvaal, William Miller OMI, und der Bischof von Ferns, William Codd.
Nach dem Tod von Erzbischof William Joseph Walsh am 9. April 1921 wurde Edward Joseph Byrne am 29. August desselben Jahres zum Erzbischof von Dublin ernannt. Er bekleidete das Amt bis zu seinem Tod am 9. Februar 1940.